# سیارک ۸۱۶۴
سیارک ۸۱۶۴ (به انگلیسی: 8164 Andreasdoppler، نامگذاری:1990UO3) هشت هزار و صد و شصت و چهارمین سیارک کشف شده‌است که در ۱۶ اکتبر ۱۹۹۰ کشف شد.
قدر مطلق سیارک برابر ۱۴٫۶۰ است.